# Seiko Oomori
Seiko Oomori (大森靖子 Ōmori Seiko?, Matsuyama, Prefectura de Ehime, 18 de septiembre de 1987) es una cantante, compositora y música japonesa. Su carrera comenzó cuando estuvo brevemente en la banda de punk rock Kuchuu Moranko antes de comenzar su carrera en solitario y lanzar dos álbumes independientes. Logró unirse a la compañía discográfica Avex Trax en 2014. Su estilo musical está muy influenciado por la cultura idol y el punk rock entre otros estilos musicales, y ella es considerada como una de las pioneras en el "anti-idol" y alternative idol (movimiento que también siguió el grupo BiS), y logró impulsar el kawaii metal y el arte de la interpretación a lo largo de su carrera.

## Carrera
Nacido en Matsuyama, prefectura de Ehime, Oomori se mudó a Tokio para asistir a la Universidad de Arte Musashino en Kodaira. A partir de 2007, Oomori actuó en una de las "casas en vivo" de Kōenji llamada Muryoku Muzenji, cantando mientras tocaba una guitarra acústica. En 2011, Oomori formó una banda llamada "Seiko Oomori & The Pink Tokarev" (大森靖子＆THEピンクトカレフ?). Durante su tiempo en Kōenji, la música de Oomori se opuso al dominio de los ídolos japoneses en las listas musicales, un estilo que Ian Martin de The Japan Times compara con Jun Togawa y Ringo Sheena. Oomori realizó varios conciertos en Tokio, incluida una primera aparición en el Tokyo Idol Festival de 2013, un lugar en el que seguiría apareciendo. Su creciente popularidad atrajo la atención de Avex Trax para ofrecerle un contrato en 2014.
El primer álbum de Oomori con Avex Trax, Sennō, la ve alejarse de su imagen de "anti-idol" con su guitarra para explorar otros tipos de música incorporando más elementos electrónicos, pero sus letras aún exploran temas más oscuros, similares al otro grupo de Avex Trax, BiS. Sus álbumes posteriores la vieron seguir adaptándose a un estilo más convencional y adaptando incluso más géneros. En 2018, Oomori creó un grupo ídolo llamado ZOC (abreviatura de "zona de control") en el que fue miembro y productora. El 9 de junio de 2021, ZOC lanzó su primer álbum PvP, un álbum doble producido por la propia Oomori con contribuciones adicionales de Kenta Sakurai, el productor del ahora desaparecido grupo idol Maison Book Girl. Más tarde, en ese mismo año, el 9 de noviembre, la exmiembro de BiS y Maison Book Girl, Megumi Koshouji, debutó con su nuevo grupo ídolo MAPA con el álbum de larga duración Shitennou, producido íntegramente por Oomori.

## Vida personal
Oomori anunció en 2014 que se había casado, aunque no especificó con quién. En 2020, reveló públicamente la identidad de su esposo como Pierre Nakano de Ling Tosite Sigure, también baterista de su banda de acompañamiento durante mucho tiempo. La pareja tiene un hijo, que nació en 2015. El 18 de agosto de 2024, día en el que habría sido su décimo aniversario de bodas, la pareja anunció su divorcio a través de sus respectivas cuentas de redes sociales.

## Discografía

### Álbumes de estudio
| Título                                                                                     | Detalles del álbum                                                       | Posiciones más altas en los gráficos | Posiciones más altas en los gráficos | Posiciones más altas en los gráficos |
| Título                                                                                     | Detalles del álbum                                                       | JPN                                  | JPN Comb                             | JPN Hot                              |
| ------------------------------------------------------------------------------------------ | ------------------------------------------------------------------------ | ------------------------------------ | ------------------------------------ | ------------------------------------ |
| Mahō ga Tsukaenai nara Shinitai (魔法が使えないなら死にたい?)                              | - Fecha de lanzamiento: 20 de marzo de 2013 - Etiqueta: Pink Records     | —                                    | —                                    | —                                    |
| Zettai Shōjo (絶対少女?)                                                                   | - Fecha de lanzamiento: 11 de diciembre de 2013 - Etiqueta: Pink Records | 53                                   | —                                    | —                                    |
| Sennō (洗脳?)                                                                              | - Fecha de lanzamiento: 3 de diciembre de 2014 - Etiqueta: Avex Trax     | 18                                   | —                                    | —                                    |
| Tokyo Black Hole                                                                           | - Fecha de lanzamiento: 23 de marzo de 2016 - Etiqueta: Avex Trax        | 19                                   | —                                    | 22                                   |
| Kitixxxgaia                                                                                | - Fecha de lanzamiento: 15 de marzo de 2017 - Etiqueta: Avex Trax        | 10                                   | —                                    | 25                                   |
| Kusokawa Party (クソカワPARTY?)                                                            | - Fecha de lanzamiento: 11 de julio de 2018 - Etiqueta: Avex Trax        | 9                                    | —                                    | 12                                   |
| Kintsugi                                                                                   | - Fecha de lanzamiento: 9 de diciembre de 2020 - Etiqueta: Avex Trax     | 35                                   | 45                                   | —                                    |
| Persona #1                                                                                 | - Fecha de lanzamiento: 7 de julio de 2021 - Etiqueta: Avex Trax         | 13                                   | 45                                   | —                                    |
| 超天獄 (天 ver.)                                                                           | - Fecha de lanzamiento: 26 de octubre de 2022 - Etiqueta: Avex Trax      | 24                                   | 42                                   | —                                    |
| This Is Japanese Girl                                                                      | - Fecha de lanzamiento: 18 de septiembre de 2024 - Etiqueta: Avex Trax   | 29                                   | —                                    | 26                                   |
| "—" indica una grabación que no entró en las listas o que no se publicó en ese territorio. |                                                                          |                                      |                                      |                                      |

### Extended plays
| Título | Detalles del álbum                   |
| ------ | ------------------------------------ |
| Pink   | - 15 de abril de 2012 - Pink Records |

### Álbumes recopilatorios
| Título                                                                                     | Detalles del álbum       | Posiciones más altas en los gráficos | Posiciones más altas en los gráficos |
| Título                                                                                     | Detalles del álbum       | JPN                                  | JPN Comb                             |
| ------------------------------------------------------------------------------------------ | ------------------------ | ------------------------------------ | ------------------------------------ |
| Muteki                                                                                     | 27 de septiembre de 2017 | 20                                   | –                                    |
| Seiko Oomori (大森靖子?)                                                                   | 12 de febrero de 2020    | 31                                   | 24                                   |
| "—" indica una grabación que no entró en las listas o que no se publicó en ese territorio. |                          |                                      |                                      |

### Sencillos
| Título                                                                                     | Año  | Posiciones más altas en los gráficos | Posiciones más altas en los gráficos | Posiciones más altas en los gráficos |
| Título                                                                                     | Año  | JPN                                  | JPN Comb                             | JPN Hot                              |
| ------------------------------------------------------------------------------------------ | ---- | ------------------------------------ | ------------------------------------ | ------------------------------------ |
| "Midnight Seijun Isei Kouyū" (清純異性交遊?)                                               | 2014 | 178                                  | —                                    | —                                    |
| "Kyuru Kyuru" (きゅるきゅる?)                                                              | 2014 | 20                                   | —                                    | 32                                   |
| "Magic Mirror/Sacchan no Sexy Curry" (マジックミラー/さっちゃんのセクシーカレー?)          | 2015 | 20                                   | —                                    | 49                                   |
| "Aishiteru.com/Gekiteki Joy! Before After" (愛してる.com/劇的JOY!ビフォーアフター?)        | 2016 | 26                                   | —                                    | 93                                   |
| "Pink Methuselah/Guttokuru Summer" (ピンクメトセラ/グッとくるSUMMER?)                      | 2016 | 51                                   | —                                    | —                                    |
| "Positive Stress"                                                                          | 2016 | 51                                   | —                                    | —                                    |
| "Orion Za/Yabatan Densetsu" (オリオン座/YABATAN伝説?)                                      | 2016 | 26                                   | —                                    | —                                    |
| "Draw(A)Drow"                                                                              | 2017 | 30                                   | —                                    | —                                    |
| "Zettai Kanojo" (絶対彼女?)                                                                | 2019 | 24                                   | 35                                   | —                                    |
| "Re:Re:Love Oomori Seiko" (Re:Re:Love 大森靖子?)                                           | 2019 | 19                                   | 41                                   | —                                    |
| "—" indica una grabación que no entró en las listas o que no se publicó en ese territorio. |      |                                      |                                      |                                      |